# ジョン・クック (イギリス海軍)
ジョン・クック（John Cooke、1762年頃－1805年10月21日）は、アメリカ独立戦争、フランス革命戦争、ナポレオン戦争初期に活躍したイギリス海軍士官である。軍人として多くの経験を積み、非常に尊敬を受けた。トラファルガーの海戦で、フランス軍との白兵戦で戦死したことで有名である。この海戦で、クックの座乗艦である「ベレロフォン」は、フランスの戦列艦「レーグル」からかなり損害を受け、また多くのフランスの水兵や海兵が「ベレロフォン」に乗り込んできた。この後の乱戦でクックは死んだが、「ベレロフォン」の乗員がうまく敵を撃退し、最終的に「レーグル」を降伏させた。
戦死をのぞけば、クックの身辺についてあまり多くは知られていない。洗礼を受けた日もはっきりせず、同僚の士官とは違って、社会から注目される士官ではなかった。しかし仕事ではかなりの尊敬を受け、死後に、共に任務に就いた士官たちから賛辞を受けた。セントポール寺院と、クックの地元のウィルトシャーの教会には、記念碑が建てられている。

## 海軍入隊とアメリカ独立戦争

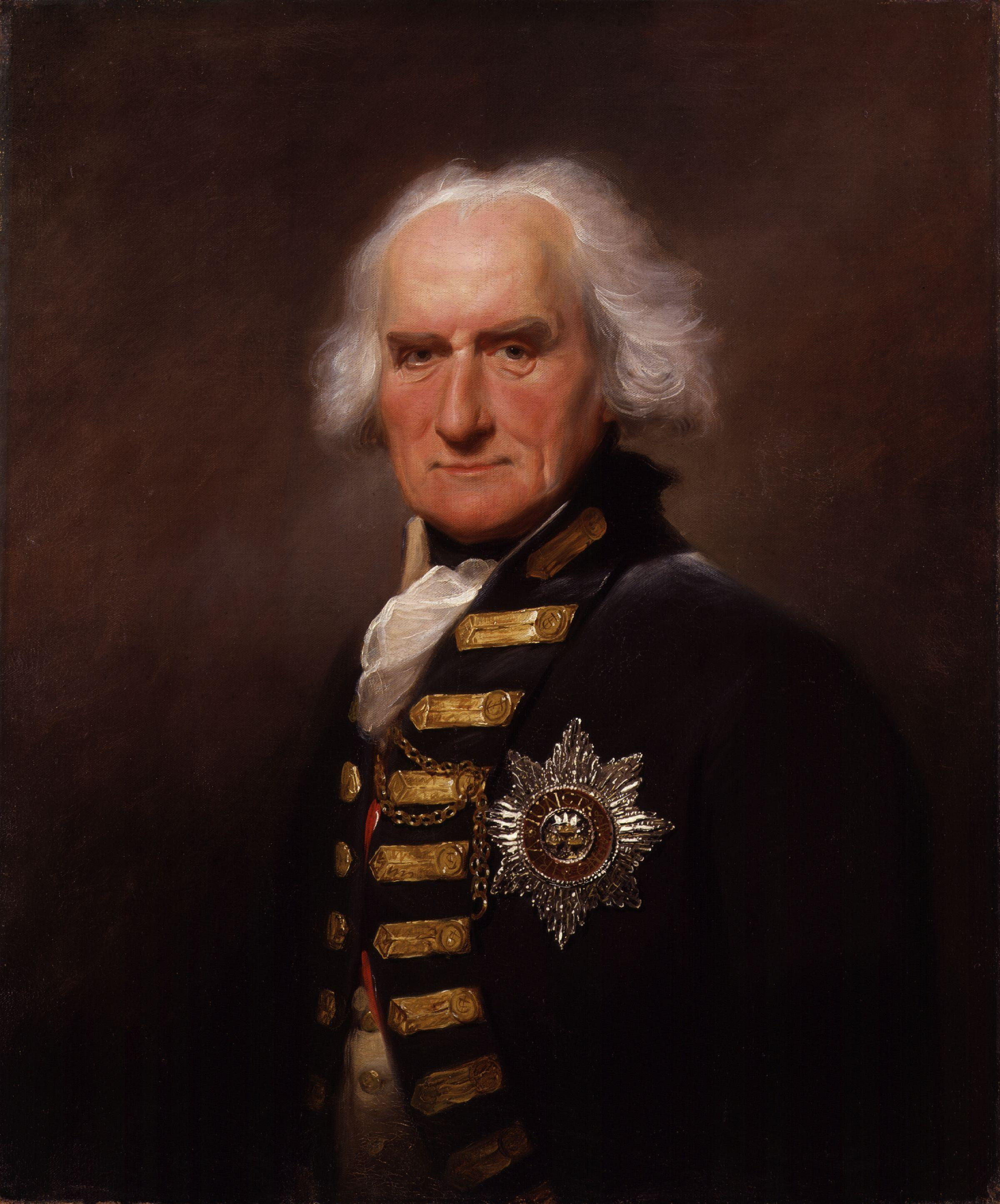
アレグザンダー・フッド
レミュエル・フランシス・アボット作

ジョン・クックは1762年3月5日に、海軍本部の書記であるフランシス・クックと妻マーガレットの次男として洗礼を受けた。クックは11歳で海軍に入隊して、カッター船「グレイハウンド」で、海尉ジョン・ベイズリーのもとで任務に就いた。その後、グリニッジのブラーケンの海軍兵学校に入学し、アレグザンダー・フッドからロイヤル・ヨッツの名簿に登録された、フッドはのちに長きにわたりクックの保護者となった。1776年、13歳のクックは士官候補生となって、「イーグル」に乗艦した。その後3年間、北アメリカ駐留地の旗艦である「イーグル」で任務に就き、東に広がる海岸地帯での海戦を目のあたりにした。ここで行われた海戦の中で、注目すべきは1778年のロードアイランドの戦いだった。この時「イーグル」は、岸にいたアメリカ部隊と交戦した。この戦闘におけるクックの功績は、リチャード・ハウ提督をして「おやおや若い者よ、お前はまだ任官試験を受ける年齢にもならないうちから海尉を目指しているな」と発言せしめた。1779年1月21日、クックは海尉に昇進し、「シュパーブ」に乗って、エドワード・ヒューズの指揮のもとインドに向かったが、病気のため休職せざるをえなくなった。
クックはイギリスに戻った後、勉強のために1年間フランスへ行き、1782年に海軍に戻って、「デューク」のアラン・ガードナー艦長のもとで任務に就いて、デュークが激戦を繰り広げたセインツの海戦を目撃した。クックは、パリ条約によってアメリカ独立戦争が終結した後も、ガードナーと共に行動し、その後50門艦「エウロパ」に、ガードナーから一等海尉として配属された。ガードナーはジャマイカで准将となり、自らの旗をエウロパにたなびかせて、クックを指揮下に置いたが、クックは重傷を負い、免役されて帰国した。1790年のヌートゥカの危機までにはクックは全快し、保護者であるアレキサンダー・フッドから、旗艦の90門艦「ロンドン」の三等海尉の任務を命じられた。しかしこの危機では戦闘に至らず、ロンドンは退役し、クックは陸上生活となった。

## フリゲート指揮官

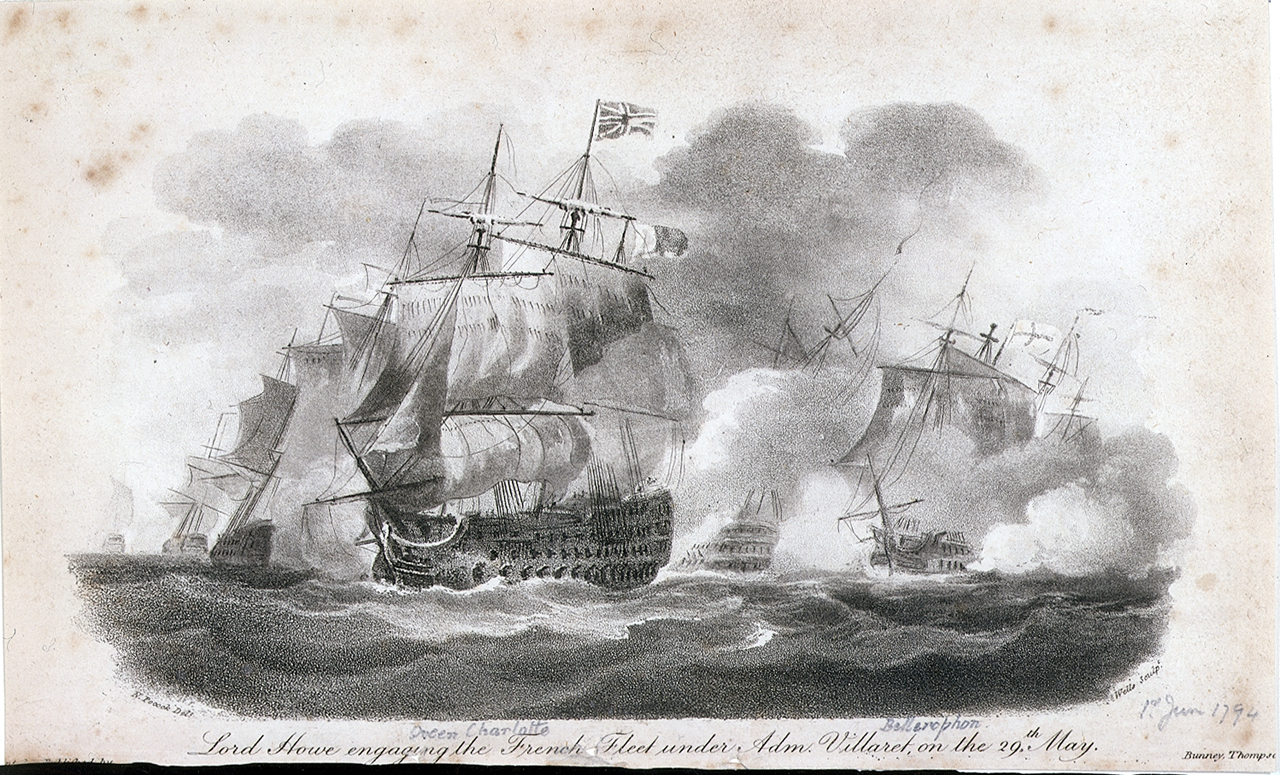
栄光の6月1日での、ハウ指揮下のイギリス軍の交戦

1793年2月にフランス革命戦争が勃発し、クックは再びフッドと任務に就き、フッドの新しい旗艦で、海峡艦隊所属の100門艦「ロイヤル・ジョージ」に乗った。1794年2月21日、クックは指揮官に昇任し、小型の火船「インセンダイアリー」の指揮をまかされた。3か月の後、「インセンダイアリー」は大西洋作戦で、海峡艦隊へ、リチャード・ハウの信号を艦隊に取り次ぐ役目を負い、また、ヴィヤレ・ド・ジョワユーズ指揮下のフランス艦隊の偵察を務めた。1794年6月1日、クックは栄光の6月1日に立ち会ったが、彼の艦は交戦するには小さすぎた 。この海戦の後、艦隊への一斉昇進にクックも加えられ、7月23日にポストキャプテンとなった。その後1年間、ジェームズ・ウォーレスの旗艦艦長として、74門艦の「モナーク」でニューファンドランド島沖に駐屯した。そしてイギリスに戻ったクックは、28門艦「トゥルテレル」の指揮官となった。クックはこの任務を引き受けたが、この艦が西インド諸島へ行かされることを知って辞任した。ガードナーから、今後の西インド諸島での任務は戦死の可能性があるだろうと聞かされたからである。
その代りにクックは、1796年初頭に36門フリゲート艦「ニンフ」の指揮官となり、翌年までフランスの大西洋側の港を封鎖するようにとの命令を受けた。1797年の3月9日には「セント・フィオレンゾ」に乗艦して、ウェールズでのフィッシュガードの戦いから帰還途中のフランス艦と交戦した 。イギリス軍はこの戦いで敗北していた。フランス艦はブレストに逃げ込もうとしたが、イギリス軍に追い詰められ、短い戦いが何度か続けて行われた後、「レジスタンス」と「コンスタンス」の2隻が次々に降伏を強いられた。イギリス艦の方では死傷者が一人も出ず、フランス艦2隻はその後イギリス海軍に購入され、クックと乗員に賞金が支給された。

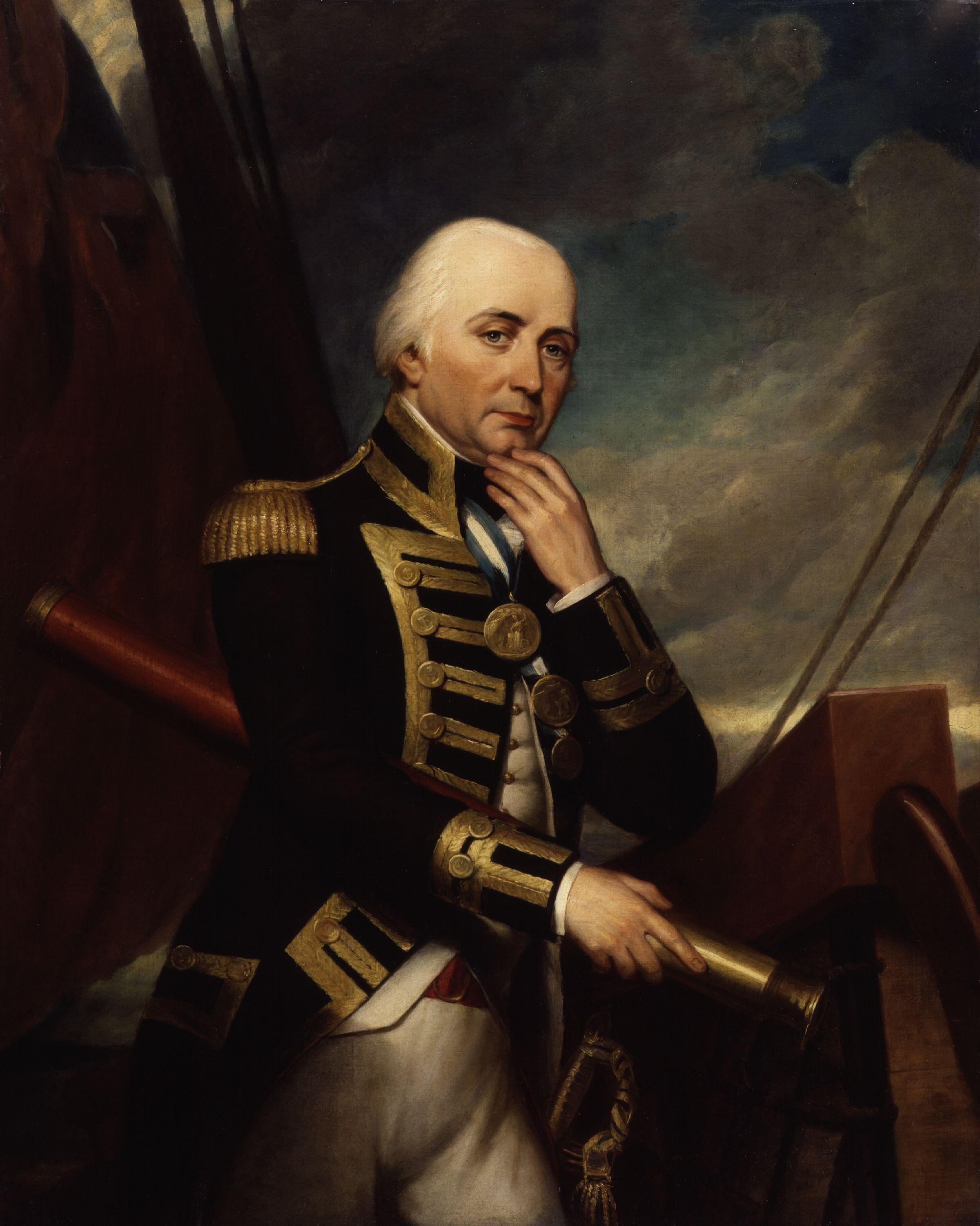
カスバート・コリングウッド
ヘンリー・ハワード作

この成功にもかかわらず、艦上での規律が厳しかったこともあり、クックは乗員の人望は今一つだった。ブレスト沖の任務直後のちょうど2か月後、スピットヘッドとノアの反乱に「ニンフ」が巻き込まれたことが、それを如実に物語っていた。クックは、反乱勃発時にジョン・コルポイズ提督を支援しようとし、艦に戻る際に乗員から帰艦を拒否された。クックは反乱の後、海軍本部からの「ニンフ」の指揮官就任をうまく切り抜けたが、その次に彼に任務が与えられたのは2年後のことだった。この任務は、新造フリゲート艦の「アメティスト」の指揮官で、これは、イギリスとロシアの連合軍によるバタヴィア共和国侵略のためのものであった。作戦の間、アメティストはヨーク公フレデリック王子を護衛してオランダに行き、その後、作戦の失敗による兵の撤退に関与した。
クックはその後、1799年いっぱいはキベロン湾の作戦に加わり、1800年にはスペインのフェロル侵攻に参戦したが、これは失敗した。この時、アメティストは6隻のフランスの商船と小型の私掠船を拿捕した。1801年1月26日、クックはフィニステレ岬沖で、サミュエル・フッド・リンゼーとリチャード・キングによる、フランスのフリゲート艦「デダニューズ」追跡を支援し、この艦の拿捕に参加した。「アメティスト」は「デダニューズ」との交戦にはあまりかかわっておらず、損害は受けなかった。しかしこの艦は追跡と拿捕に加わっており、恐らくはフランスに押収されたと考えられる。「デダニューズ」はのちにイギリス海軍に購入された。その少し後に、クックはスペイン艦「カルロッタ」と、フランスの私掠船「ジェネラル・ブリュヌ」を、「デダニューズ」を捕らえた同じ海域で拿捕した。

## トラファルガーの海戦

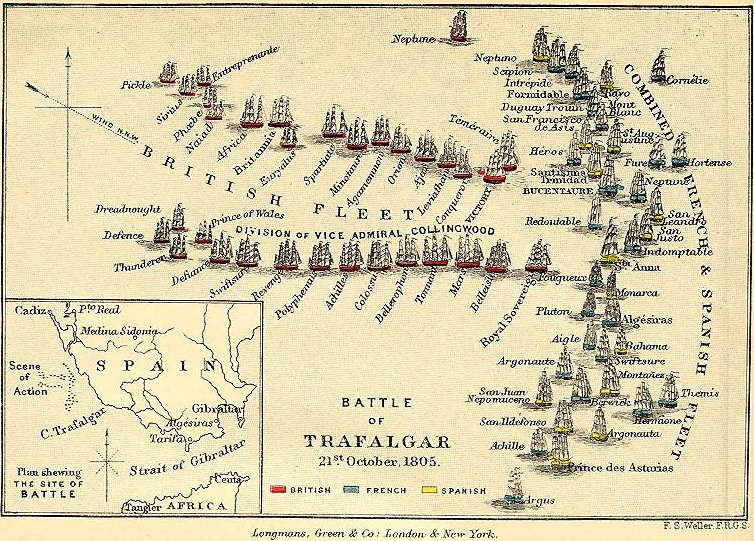
トラファルガーの海戦での両艦隊の配置。左側、赤のイギリス軍の上がネルソンの、下がコリングウッドの縦列である。

アミアンの和約の後、クックは陸上で半給生活をしばらく続け、その後、1803年のナポレオン戦争の勃発と共に艦隊に呼び戻された。クックは、プリマスでウィリアム・ヤング提督から旗艦艦長を打診されたが、クックはうまくそれを断り、その代わりに現役の指揮官を願い出て、1805年4月25日に地中海艦隊の「ベレロフォン」の指揮官に就任した。その年の5月、ピエール・シャルル・ヴィルヌーヴ指揮下の、フランスとスペインの合同作戦による大規模な艦隊がトゥーロンを出た。トラファルガー作戦の開始に向けて、クックはカスバート・コリングウッド中将指揮下の遊撃艦隊に参加した。この遊撃隊は6月9日にカディスを出港し、コリングウッドは「ベレロフォン」ほか3隻の艦を派遣して、リチャード・ビッカートンの指揮のもとカルタヘナを封鎖した。仏西両艦隊が8月20日にカディスに入港した際、コリングウッドはビッカートンの軍を召集して、港の封鎖を開始した。多くの艦がコリングウッドを支援し、その後コリングウッドはホレーショ・ネルソンと役目を交代した。クックはこの時、「ホレーショ・ネルソンに、我が軍の野望を担わせることをすべて約束する」と口にしたと言われる。ネルソンはそれ以前にヴィルヌーヴの艦隊をカディスで捕らえたことがあり、彼らが逃げ帰ってくるであろうことを予期して、港を封鎖し続けた。
フランスとスペインの艦隊は、1805年10月18日にカディスに戻ったが、すぐにネルソンに追跡され、10月21日に戦闘状態に突入した。この戦闘で、ネルソンは艦隊を2つに分けた。風下縦列はネルソン指揮下の縦列で北へ向かい、風下縦列は「ロイヤル・ソヴリン」座乗のコリングウッドに指揮されて南へ向かうことになった。クックはコリングウッドの風下縦列の5番目に位置して、仏西合同艦隊との交戦で、最初の砲火を構える艦の1隻だった。クックは、自分が戦死した時のために、一等海尉のウィリアム・プライス・カンビーと彼の教官であるエドワード・オーヴァートンに、ネルソンの命令を伝えると言う異例の方法を取った。
「ベレロフォン」は間もなく、フランスとの接近戦に入り、敵の防御線を破って「レーグル」と砲火を交わした。この艦隊には他のフランス艦もいたため、「レーグル」の艤装と檣頭（マストヘッド）とは、マスケット銃を持った兵士と擲弾兵とで埋め尽くされ、「ベレロフォン」を射程内にとらえており、「ベレロフォン」艦上におびただしい水兵の遺体がさらされていた。クックとカンビー、オーヴァートンが立っていた船尾甲板にも多くの砲撃が放たれた。カンビーは、クックがこの期に及んでまだ制服を、それも、肩章で、艦長の地位であることが敵軍の狙撃兵にわかる制服を着ていたことを、驚きを持って書き留めている。クックは肩章を外すのを忘れており、また肩章が身の危険を招くことも認めていた。しかし彼は答えた「時すでに遅しだ。私はこの現状をわきまえている、しかし死ぬときは潔く死ぬつもりだ」

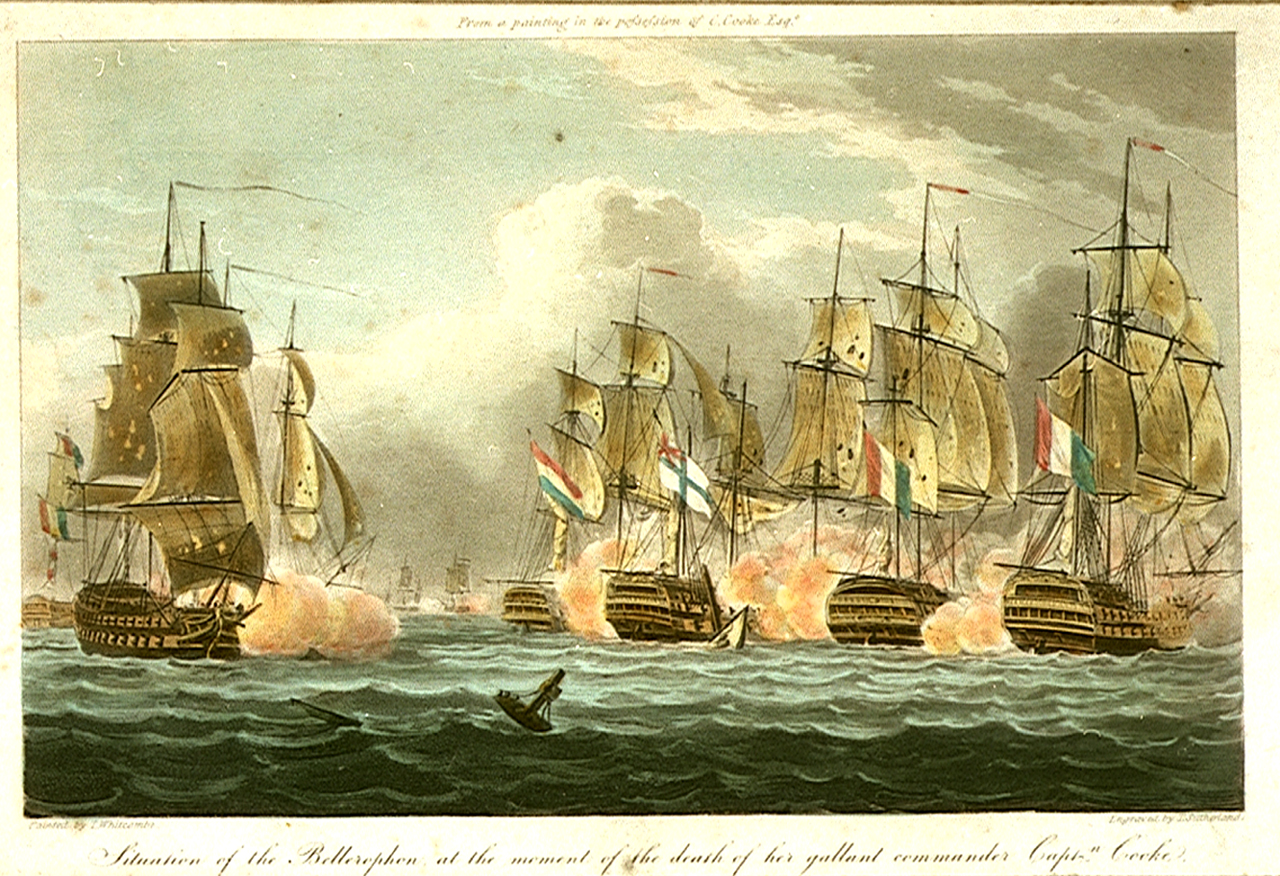
交戦する「ベレロフォン」（右から3番目）とフランス艦
トマス・ホイットコンブ作

戦闘が進むにつれ、「レーグル」のピエール＝パウル・グレージュ艦長は、乗員に、「ベレロフォン」に乗り込んで、この艦を強奪するように命令した。グレージュには、数に勝る自軍の兵が、イギリス軍の乗員を圧倒するという期待もあった。クックはカンビーを下げ甲板にやって、そこの大砲がフランス艦を砲撃し続けているかを確かめさせた、戦闘は上甲板の方で続いていたからだ。そしてクック自身は、「ベレロフォン」の船尾甲板に砲弾を浴びせているフランス軍に突進し、敵の士官を射殺して、その後ろにいた兵たちとの白兵戦に持ち込んだ。何分かののち、カンビーは援軍と共に上甲板へと戻り、段索の上で致命傷を負っているオーヴァートンのところを通り過ぎた。「ベレロフォン」もかなりの損害を受けており、やはりそこにいた操舵員が、混戦状態の中でクックが倒れたと伝えた。カンビーの命令により、「ベレロフォン」のフランス軍は一掃された。そして彼は、船尾甲板にクックの遺体を発見した。2つの銃弾が彼の胸を貫いていた。クックの最後の言葉は「しばらく静かに休ませてくれ、カンビーに降伏しないように伝えろ」だった。
満身創痍の「ベレロフォン」の指揮を執ったのはカンビーだった。彼は艦の大砲を「レーグル」に向け、他のイギリス艦が到着した後、このフランス艦を降伏させた。「ベレロフォン」の損害は悲惨なものであった、27人が戦死し、127人が負傷していた 。戦闘の後の激しい嵐で、「レーグル」は行方不明になったが、「ベレロフォン」は、主にカンビーのリーダーシップによって、迷わずに済んだ。彼は後に、この時の功績によってポストキャプテンに昇進した。クックの遺体は翌日、ベルロフォンの、致命傷を負って死んだ他の者達と共に水葬にされた。

## 家族と伝説
クックの死は、ジョージ・ダフやネルソン提督自身の死同様に、イギリス全土で広く追悼された、クックの未亡人であるルイーザと8歳の娘は、多くの賞と贈り物を受け取った、その中には、この戦闘で戦った艦長のために鋳造された黄金のメダルや、ロイズ・パトリオティック・ファンドからの大きな銀の花瓶もあった。遺族が受け取った金額の少なくとも一部が、ウィルトシャー、ドンヒードのセントアンドリュー教会の壁に埋め込む、大型銘板の費用に充てられた。この教会はクック家のすぐ近くにあった 。この銘板はクック、そして妻ルイーザの生涯と死の記念碑でもあった。また、セントポール寺院にも記念碑がたてられた。同僚の士官からの賛辞も届き、その中には後に探検家となったジョン・フランクリンの名前もあった。フランクリンはトラファルガーで「ベレロフォン」に乗務し、クックのことを「とても紳士的で行動的な人物だった。彼の第一印象がとても好きだった」と話していた。クックがトラファルガーの前に兄弟に宛てた何通もの手紙が、今もグリニッジの国立海事博物館 (イギリス)に保管されている。
クックがルイーザと結婚したのは、1790年6月15日だった。ルイーザは、かつてのニュージャージー総督で、後にカディスの領事となったジョサイ・ハーディの四女だった。1797年1月26日には、で2人の間に一人娘が生まれた。ルイーザは1853年2月5日、チェルトナムで96歳で没した。